# John fitz Thomas Fitzgerald (12e comte de Desmond de facto)
John FitzGerald ou John fitz Thomas FitzGerald  (mort en décembre 1536) est de facto le 12e comte de Desmond de 1534 à 1536.

## Contexte
John fitz Thomas FitzGerald est le 4e fils de Thomas FitzGerald. Selon les  Annales des quatre maîtres, John FitzThomas est considéré comme l'instigateur en 1487 du meurtre de son frère aîné James FitzGerald et il est banni par son autre frère  Maurice Bacach FitzGerald qui devient le 9e comte de Desmond,
À la mort en 1534 du troisième membre de la fratrie à exercer la fonction comtale Thomas FitzGerald, son petit fils James FitzGerald, le fils de Maurice son héritier pré décédé, lui succède comme 12e comte de Desmond. John fitz Thomas prétextant, son illégitimité, dispute avec succès la succession au petit-fils de son frère et s'autoproclame De facto comte de Desmond.
John meurt dès 1536. et son petit neveu  le comte De jure lui survit jusqu'en 1541, mais il a comme successeur le fils de John, James FitzGerald. Selon Alfred Webb Ce Sir John meurt vers Noël 1536 avec le soutien d'une importante  faction, et il est de facto le 12e comte. 

## Union et postérité
John épouse  Maud (Mór) O´Brien fille de Donogh O'Brien de Carrigogunnell, seigneur de Pobble O'Brien dont:
1. Thomas mort en 1520
2. James Fitzgerald (14e comte de Desmond)
3. Sir Maurice an Torteáin FitzGerald, (mort en 1567) père de Thomas (mort en 1587) et de James fitz Maurice (mort en 1578)
4. John Óg FitzGerald (mort vers 1580)

## Source
- (en) T.W Moody, F.X. Martin et F.J. Byrne, A New History of Ireland IX Maps, Genealogies, Lists. A companion to Irish History part II, Oxford, Oxford University Press, 2011, 690 p. (ISBN 978-0-19-959306-4).